# Olympische Winterspiele 1998/Teilnehmer (Schweiz)
| Gelbes Symbol für Goldmedaillen mit stilisierten Olympischen Ringen | Graues Symbol für Silbermedaillen mit stilisierten Olympischen Ringen | Braundes Symbol für Bronzemedaillen mit stilisierten Olympischen Ringen |
| ------------------------------------------------------------------- | --------------------------------------------------------------------- | ----------------------------------------------------------------------- |
| 2                                                                   | 2                                                                     | 3                                                                       |

Die Schweiz nahm an den Olympischen Winterspielen 1998 im japanischen Nagano mit einer Delegation von 69 Athleten teil.
Fahnenträger bei der Eröffnungsfeier war der Bobfahrer Guido Acklin. Bei der Schlussfeier trug die Langläuferin Brigitte Albrecht die Schweizer Fahne.

## Medaillen

### Gold
- Curling, Herren: Dominic Andres, Patrick Hürlimann, Patrik Lörtscher, Daniel Müller, Diego Perren
- Snowboard: Halfpipe, Herren: Gian Simmen

### Silber
- Ski Alpin, Super-G, Herren: Didier Cuche
- Bob, 4er, Herren: Markus Nüssli, Marcel Rohner, Beat Seitz, Markus Wasser

### Bronze
- Ski Alpin, Riesenslalom, Herren: Michael von Grünigen
- Freestyle-Skiing, Springen, Damen: Colette Brand
- Snowboard, Riesenslalom, Herren: Ueli Kestenholz

## Teilnehmer nach Sportarten

### Biathlon
- Jean-Marc Chabloz
Sprint (10 km), Herren: nicht beendet
Biathlon (20 km), Herren: 51. Platz

### Bob
Herren (2er)
- Reto Götschi, Guido Acklin
Zweierbob: 6. Platz
- Christian Reich, Cédric Grand
Zweierbob: 4. Platz

Herren (4er)
- Marcel Rohner, Markus Nüssli, Markus Wasser, Beat Seitz
Viererbob: Silber
- Christian Reich, Steve Anderhub, Thomas Handschin, Cédric Grand
Viererbob: 7. Platz

### Curling
| Herren - Patrick Hürlimann (Skip) - Patrik Lörtscher (Third) - Daniel Müller (Second) - Diego Perren (Lead) - Dominic Andres (Ersatz) |

Curling, Herren: Gold 

### Eiskunstlauf
- Patrick Meier
Eiskunstlauf, Herren: 22. Platz

### Eisschnelllauf
- Martin Feigenwinter
5000 m, Herren: 21. Platz

### Freestyle-Skiing
- Corinne Bodmer
Buckelpiste, Damen: 20. Platz (Qualifikation)
- Colette Brand
Springen, Damen: Bronze
- Evelyne Leu
Springen, Damen: 15. Platz (Qualifikation)
- Michèle Rohrbach
Springen, Damen: 11. Platz

### Rodeln
- Reto Gilly
Rodeln, Herren: 22. Platz

### Ski alpin
Herren
- Paul Accola
Super-G: 18. Platz
Riesen-Slalom: 7. Platz
Slalom: 18. Platz
Alpine Kombination: ausgeschieden im Slalom (2. Lauf)
- Marco Casanova
Slalom: ausgeschieden
- Franco Cavegn
Abfahrt: 14. Platz
- Didier Cuche
Abfahrt: 8. Platz
Super-G: Silber
- Jürg Grünenfelder
Abfahrt: 4. Platz
Alpine Kombination: ausgeschieden im Slalom (1. Lauf)
- Michael von Grünigen
Riesenslalom: Bronze 
Slalom: 19. Platz
- Urs Kälin
Riesenslalom: 12. Platz
- Bruno Kernen
Abfahrt: ausgeschieden
Super-G: 11. Platz
Alpine Kombination: ausgeschieden im Slalom (1. Lauf)
- Steve Locher
Super-G: 14. Platz
Riesenslalom: 6. Platz
- Didier Plaschy
Slalom: 12. Platz

Damen
- Martina Accola
Slalom: 7. Platz
- Catherine Borghi
Abfahrt: 22. Platz
Super-G: 34. Platz
Riesenslalom: 19. Platz
Alpine Kombination: 10. Platz
- Sonja Nef
Riesenslalom: ausgeschieden
Slalom: ausgeschieden
- Corinne Rey-Bellet
Abfahrt: 30. Platz
Super-G: 31. Platz
- Karin Roten
Riesenslalom: ausgeschieden
Slalom: ausgeschieden
- Heidi Zurbriggen
Abfahrt: 12. Platz
Super-G: 21. Platz
Riesenslalom: 6. Platz

### Ski nordisch
Langlauf
- Brigitte Albrecht
5 km klassisch: 10. Platz
10 km Verfolgung: 10. Platz
30 km Freestyle: 7. Platz
4 × 5 km Staffel: 4. Platz
- Wilhelm Aschwanden
10 km klassisch: 63. Platz
15 km Verfolgung: 49. Platz
50 Freestyle: 22. Platz
4 × 10 km Staffel: 6. Platz
- Reto Burgermeister
50 km Freestyle: 49. Platz
4 × 10 km Staffel: 6. Platz
- Sylvia Honegger
5 km klassisch: 14. Platz
10 km Verfolgung: 22. Platz
15 km klassisch: 22. Platz
4 × 5 km Staffel: 4. Platz
- Andrea Huber
5 km klassisch: 45. Platz
4 × 5 km Staffel: 4. Platz
- Beat Koch
10 km klassisch: 17. Platz
30 km klassisch: 53. Platz
4 × 10 km Staffel: 6. Platz
- Natascia Leonardi Cortesi
30 km Freestyle: 24. Platz
4 × 5 km Staffel: 4. Platz
- Patrick Mächler
10 km klassisch: ausgeschieden
- Andrea Senteler
5 km klassisch: 62. Platz
- Jeremias Wigger
10 km klassisch: 49. Platz
30 km klassisch: 16. Platz
50 km Freestyle: 18. Platz
4 × 10 km Staffel: 6. Platz

 Skispringen
- Simon Ammann
Normalschanze: in 1. Runde ausgeschieden
Grossschanze: in 1. Runde ausgeschieden
Mannschaftsspringen: 6. Platz
- Sylvain Freiholz
Normalschanze: 29. Platz
Grossschanze: in 1. Runde ausgeschieden
Mannschaftsspringen: 6. Platz
- Bruno Reuteler
Normalschanze: 18. Platz
Grossschanze: 19. Platz
Mannschaftsspringen: 6. Platz
- Marco Steinauer
Normalschanze: in 1. Runde ausgeschieden
Grossschanze: in 1. Runde ausgeschieden
Mannschaftsspringen: 6. Platz

 Nordische Kombination
- Jean-Yves Cuendet
Einzel (Normalschanze / 15 km): 17. Platz
Team (Normalschanze / 4 × 5 km): 7. Platz
- Andy Hartmann
Einzel (Normalschanze / 15 km): 28. Platz
Team (Normalschanze / 4 × 5 km): 7. Platz
- Urs Kunz
Einzel (Normalschanze / 15 km): 18. Platz
Team (Normalschanze / 4 × 5 km): 7. Platz
- Marco Zarucchi
Einzel (Normalschanze / 15 km): 25. Platz
Team (Normalschanze / 4 × 5 km): 7. Platz

### Snowboard
Halfpipe
- Bertrand Denervaud
Herren: 19. Platz (Qualifikation)
- Patrik Hasler
Herren: 23. Platz (Qualifikation)
- Anita Schwaller
Damen: 7. Platz (Qualifikation)
- Fabien Rohrer
Herren, 4. Platz
- Gian Simmen
Herren: Gold

Parallel-Riesenslalom
- André Grütter
Herren: disqualifiziert (1. Runde)
- Gilles Jaquet
Herren: disqualifiziert (1. Runde)
- Renate Keller
Damen: 18. Platz
- Ueli Kestenholz
Herren: Bronze
- Fadri Mosca
Herren: disqualifiziert (1. Runde)
- Cécile Plancherel
Damen: 11. Platz
- Steffi von Siebenthal
Damen: 24. Platz